# كلينتسي
كلينتسي (بالروسية: Клинцы) هي إحدى مدن روسيا في الكيان الفدرالي الروسي بريانسك أوبلاست.

## توأمة
لكلينتسي اتفاقيات توأمة مع:
- كيوستينديل

## أعلام
- أليكسي درازدوف
- فيتالي فريدزون
- أنطون سيريدا